# Saint-Just-sur-Viaur
Saint-Just-sur-Viaur település Franciaországban, Aveyron megyében. Lakosainak száma 210 fő (2022. január 1.). Saint-Just-sur-Viaur Camjac, Centrès, Lédergues, Meljac, Rullac-Saint-Cirq, Tauriac-de-Naucelle, Lédas-et-Penthiès, Tanus és Tréban községekkel határos.

## Népesség
A település népessége az elmúlt években az alábbi módon változott:
| Lakosok száma | 427  | 308  | 267  | 208  | 211  | 212  | 209  | 206  | 204  | 210  |
|               | 1968 | 1982 | 1990 | 2006 | 2013 | 2015 | 2017 | 2019 | 2020 | 2022 |